# Вероника (растение)
Веро́ника (лат. Verónica) — род цветковых растений семейства Подорожниковые (Plantaginaceae), по современной классификации самый многочисленный род этого семейства с более чем 500 видами. Ранее этот род включали в семейство Норичниковые (Scrophulariaceae) или выделяли в самостоятельное семейство Верониковые (Veronicaceae).
Одно- и многолетние травы, иногда полукустарнички
, распространённые во всех частях света, но преимущественно в холодных и умеренных областях Евразии, включая высокогорья и Арктику. Род Вероника относится к числу крупных и широко распространённых в России.
Растения характеризуются мелкими двухтычиночными цветками, собранными в различные колосовидные, зонтиковидные и метельчатые соцветия, которые могут быть сидячими и на длинных цветоножках, толстыми ветвистыми или укороченными корневищами или обильными тонкими корнями, стеблями как ползучими, так и прямыми, в основном супротивными и цельными листьями, стеблями и листьями как голыми, так и густо опушёнными.
Среди вероник есть лекарственные растения, есть хорошие медоносы. Многие виды разводятся как декоративные.

## Название
По одним данным название рода лат. Veronica восходит к глубокой древности и встречается уже́ у римских и древнегреческих авторов. По другой версии, название роду Вероника было дано в 1542 году немецким ботаником Леонартом Фуксом (1501—1566) в честь Святой Вероники.
В «Толковом словаре» В. Даля встречаются русскоязычные народные названия вероники: змейка, змеиная трава, по форме соцветий некоторых видов, напоминающих змею, а также название, связанное с преобладающей окраской цветов: «Синюшка жен. растение Veronica, луговая, прилесная, ключевая и пр.»
В «ЭСБЕ» на Веронику переадресуется название «Андреева трава».
Н. И. Анненков в «Ботаническом словаре» (1878) в статье о веронике привёл простонародные и книжные названия, употреблявшиеся в разных местностях России с указанием лиц, зафиксировавших эти названия в печати или письменно, а также названия на немецком, французском и английском языках:
Verōnica L. Scrophul. X. 458. Вереникова трава (Стар. Рукоп. Травн.) Вероника. Вероникъ. — Козья морда (Даль). Переточникъ трава (Кондр. съ пол.) Плакунъ трава (Рук. Балл.) Синюшки (Пуп.) — Пол. Przetacznik, Przetarznik, Przetarznica. — Чешск. Rozrazil. Uložnik (Sl.) — Сербск. Čestoslavica, Razgon. — Луж. Rozraz, Bolosć, Dzewjeć bolosćow. — Финн. Tätyruoho, Tädyke. — Груз. Реани. — Нѣм. Der Ehrenpreis. — Франц. La Véronique. — Англ. Veronica, Speedwell. Paul’s Betony.
Белорусское название вероники крынічнік, родственно слову бел. крыніца — «родник» и связано с околоводным произрастанием некоторых видов вероник.

## Ботаническое описание

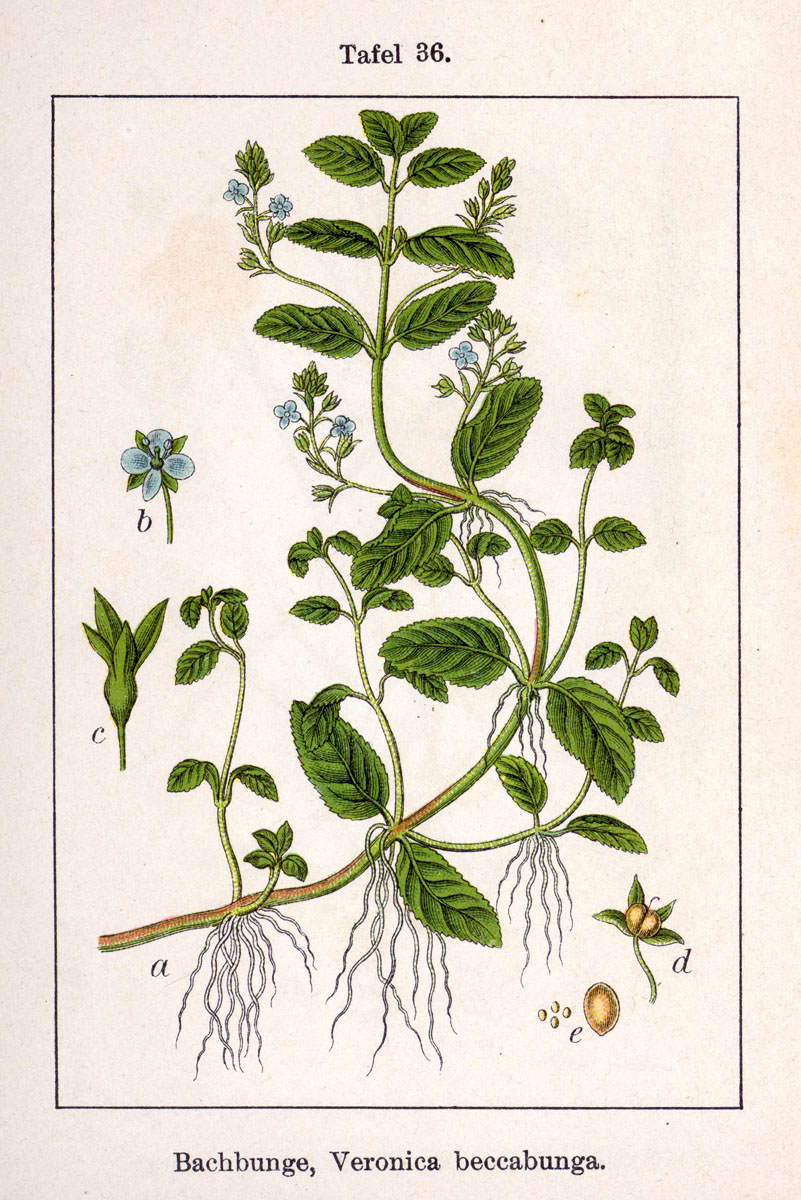

### Корневище
Корневище тонкое, длинное, ползучее, может быть ветвистым, или короткое с многочисленными тонкими корнями, иногда корни нитевидные. У вероники ключевой (Veronica anagallis-aquatica) корни стелющиеся, толстые. Корневища образуют один или несколько восходящих побегов.

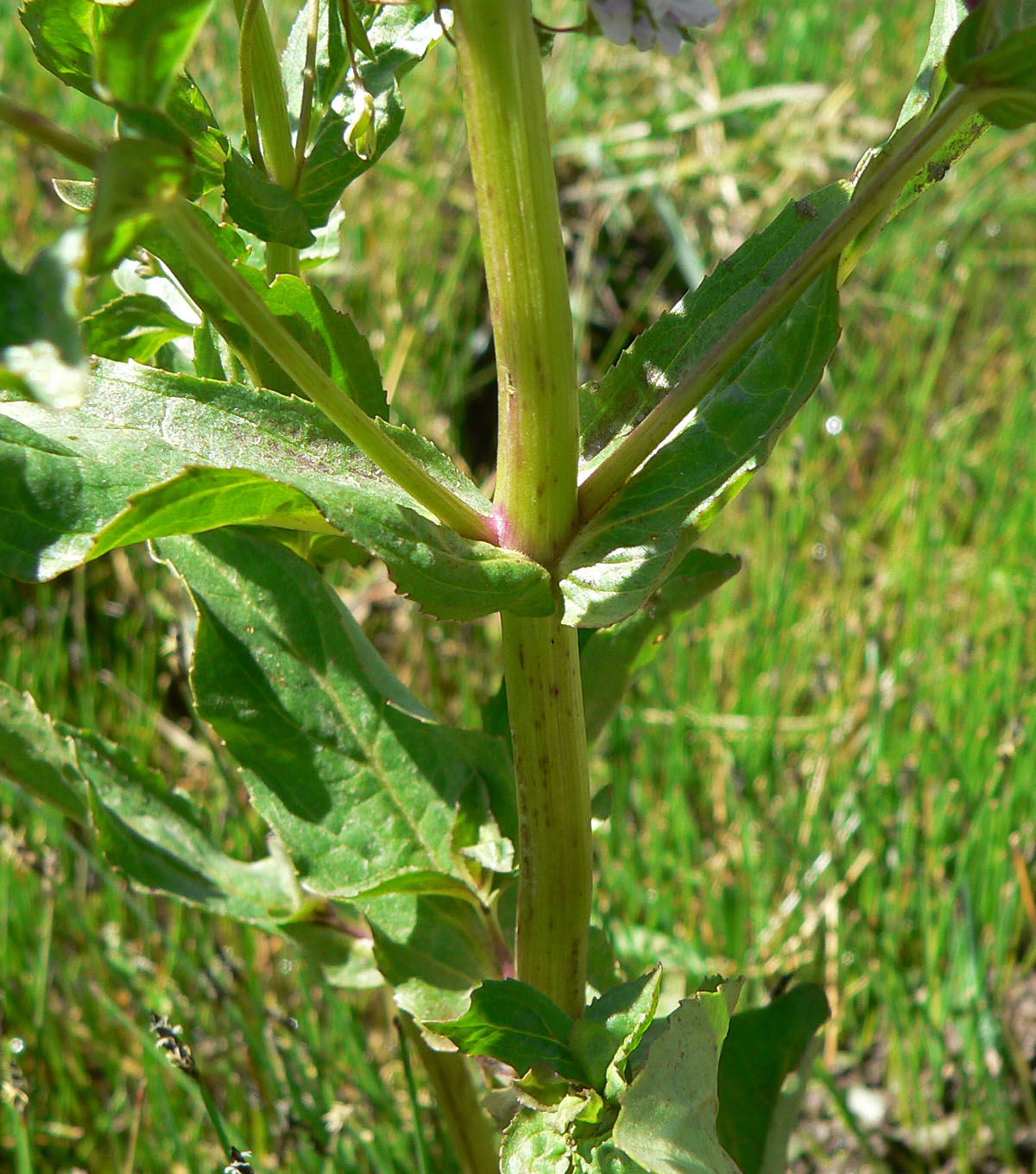
Стебель вероники ключевой

### Стебель
Стебли прямые или распростёртые, одиночные или ветвистые, иногда ветвистые у основания. У вероники ключевой стебли полые внутри. Стебли опушены мягкими простыми волосками, стебельчатыми железистыми волосками или голые, а у соцветия железисто опушённые. У вероники реснитчатой (Veronica ciliata) стебли густо опушены длинными волосками. У вероники кустящейся (Veronica fruticans) и других полукустарничков, а также у кустарниковых австралийских и южноамериканских видов стебли у основания древеснеющие. Высота стебля колеблется от 2 см (у вероники крошечной (Veronica pusilla):425) до 150 (120) см (у вероники длиннолистной (Veronica longifolia)). Есть ползучие виды, укореняющиеся в узлах или в нижних частях стеблей.

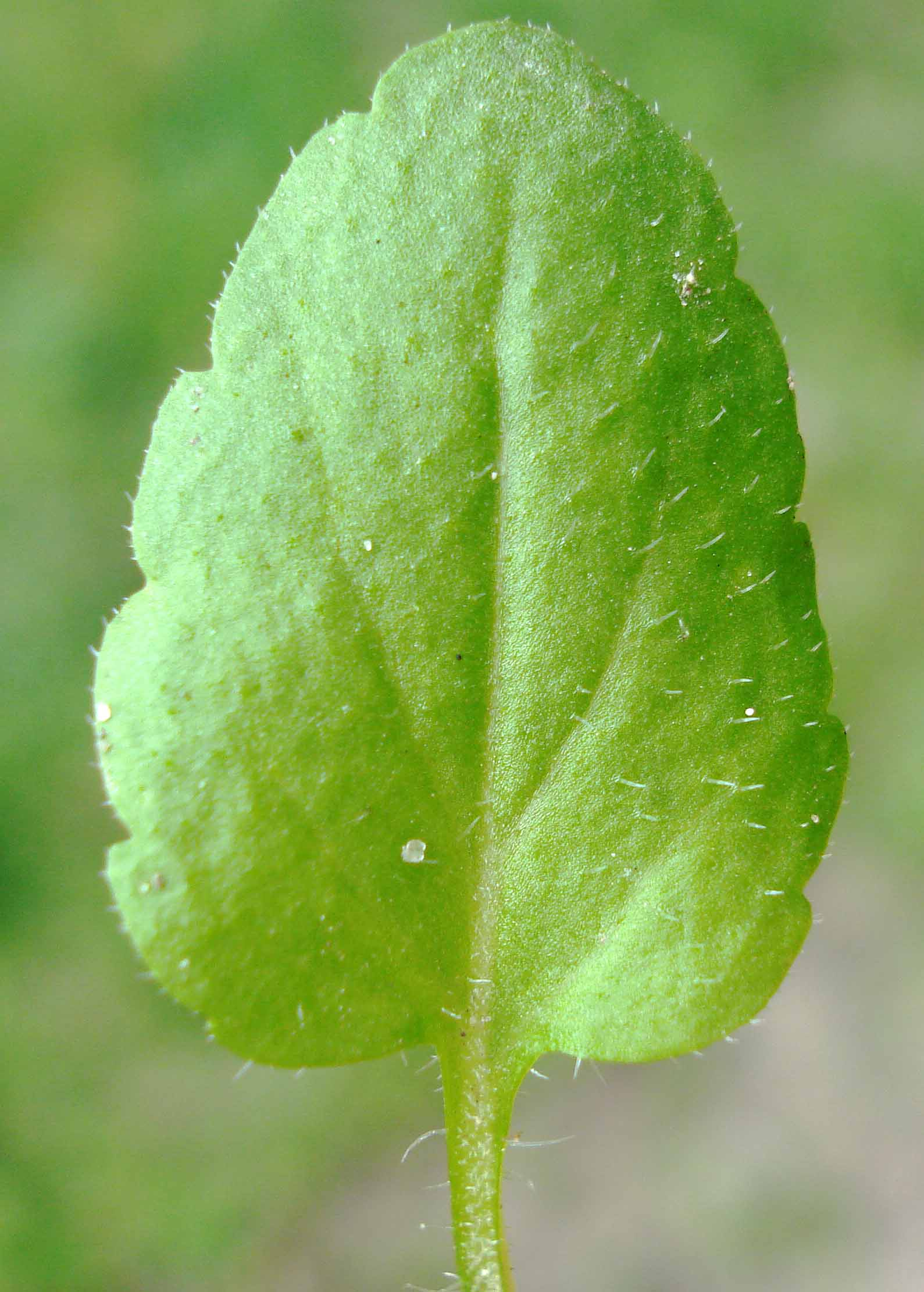
Лист вероники пашенной,
средняя длина 8 мм

### Листья
Листья расположены либо супротивно (у подавляющего большинства), либо поочерёдно, либо только в верхней части поочерёдно, либо мутовками по 3—9 в мутовке. Некоторые виды обладают, как супротивным, так и мутовчатым расположением листьев. Нижние листья могут быть чешуевидными. Форма листьев может быть эллиптической, овальной, яйцевидной, обратнояйцевидной, яйцевидно-треугольной, продолговато-яйцевидной, ланцетной или узколанцетной, яйцевидно-ланцетной, яйцевидно-округлой, линейно-ланцетной, продолговатой и почти линейной, а также сердцевидной. У вероники перистой (Veronica pinnata) листья перисто рассечены на линейные или нитевидные, реже узколанцетные расставленные доли, а у вероники нителистной (Veronica filifolia) дважды перисто-раздельные с тонкими, почти нитевидными долями. Перисторасчленённые листья встречаются и у других видов. Листья могут быть также и пальчатолопастными. Многие виды обладают весьма разнообразной по степени расчленённости пластинкой листа. Особенно это касается вероники многораздельной (Veronica multifida), у которой листья могут цельнокрайными, расставленно-крупнопильчатыми, перисторассечёнными и дважды-перисторассечёнными. Наиболее обычны яйцевидные и продолговатые листья:28. Края листьев зубчатые, мелко-тупозубчатые, пильчато-зубчатые, городчатые, дважды пильчатые; с немногими редкими зубчиками в верхней части, в нижней цельнокрайные. Край листа у многих видов подвержен значительной изменчивости. Листья опушённые, длиннореснитчатые, железисто-реснитчатые, с редкими рассеянными волосками, голые или кожистые. Листья обычно с коротким черешком, 1—1,5 мм длины:27, иногда с длинным. У вероники длиннолистной (Veronica longifolia) черешки достигают 13 мм длины:27. Иногда черешки уплощены и расширены, как у вероники телефиелистной (Veronica telephiifolia). Иногда черешки не выражены или отсутствуют вовсе, как у вероники ключевой. Размеры листьев колеблются от нескольких миллиметров (у некоторых однолетников) до 15 см длины, большинство видов обладают листьями в несколько сантиметров длины. Листья зелёного цвета, у некоторых видов серого — из-за густого опушения. Относительно длительности жизни листьев существуют лишь сведения, касающиеся немногих видов. У вероники длиннолистной удлинённые многолистные (до 25 узлов) ортотропные побеги отмирают осенью почти полностью, однако иногда возникают зимующие озимые побеги, на которых часть листьев распускается осенью, у вероники колосистой и седой — листья осенней генерации перезимовывают зелёными.

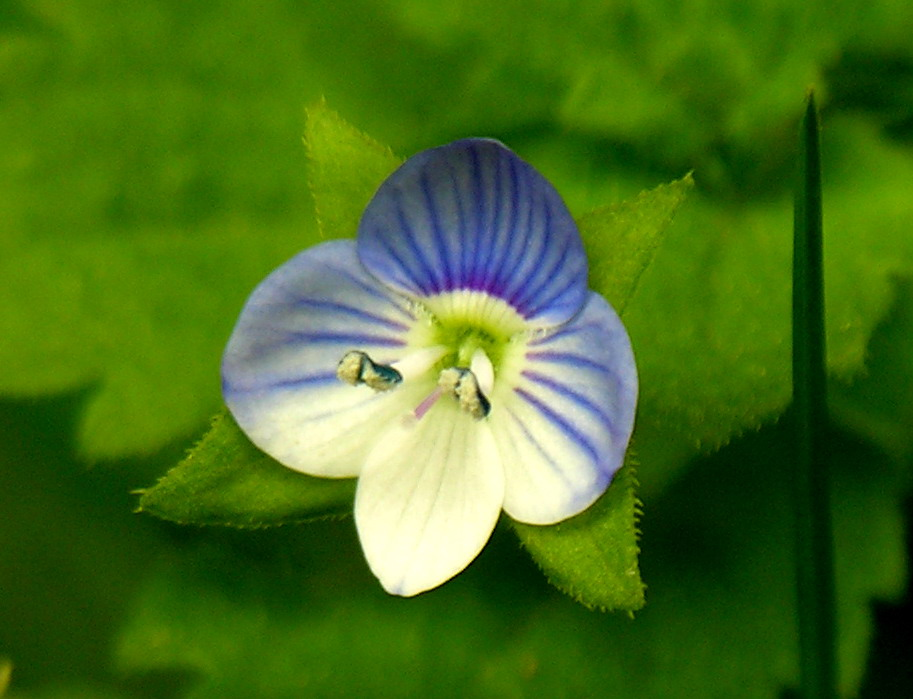
Цветок вероники персидской,
средний диаметр 11 мм

Диаграмма цветка

### Цветки
Цветки собраны в верхушечные рацемозные колосовидные, зонтиковидные или метельчатые соцветия открытого типа, соцветия могут быть в пазухах листьев, иногда только верхних. Число цветков в соцветии редуцировано до двух или даже до одного. Колосовидными соцветиями обладают, например, вероника колосистая (Veronica spicata) и седая (Veronica incana), а зонтиковидные встречаются в основном среди высокогорных типов. В основном же соцветия вероник представляют собой терминальные или латеральные кисти. При отцветании кисти зачастую могут удлиняться. Цветоножки могут быть длинными, в основном короткие, в колосовидных соцветиях цветки сидячие. У вероники щитковой (Veronica scutellata), например, цветоножки очень длинные, а у вероники Положий — нитевидные и по длине в несколько раз превышают чашечку. Соцветия вероник могут быть очень различными по густоте. Густота соцветия может значительно варьировать даже в пределах одного и того же вида. У однолетников, особенно у эфемеров, соцветия представляют почти всю надземную часть растения. У некоторых видов вероник соцветия очень своеобразны, кроющие листья цветков у них не отличаются от вегетативных. Некоторые морфологи зачастую рассматривают подобные соцветия как собрание отдельных цветков. Однако при переходе от вегетативной части растения к соцветию типа кисти происходят следующие явления: 1) изменяются форма и размеры листьев; 2) изменяется листорасположение; 3) нижний кроющий лист отделяется от самого верхнего вегетативного листа междоузлием, часто более длинным, чем предшествующие. У вероники персидской (Veronica persica) периоды формирования вегетативных и кроющих листьев цветков чередуются. Аналогичное явление наблюдается и у вероники нитевидной (Veronica filiformis). Таким образом, ось соцветия с течением времени трансформируется в вегетативный побег.
Цветки небольшие, обоеполые, зигоморфные. Прицветники цельные, реснитчатые, узколинейные, линейные, прямые, ланцетные, яйцевидно-ланцетные, линейно-ланцетные. Околоцветник двойной. Чашечка на ¾ или полностью рассечена на пять эллиптических, широколанцетных, ланцетных или линейно-ланцетных реснитчатых долей, из которых одна недоразвита, более короткая и узкая, короче или немного шире остальных, или две передние более длинные, две средние вдвое, а пятая втрое короче передних; или рассечена на четыре яйцевидно-ланцетные, ланцетные, эллиптические острые короткореснитчатые или реснитчатые по краю доли, гладкие, опушённые или железисто опушённые. Венчик сростнолепестный, в основном четырёхраздельный, колесовидной формы, дифференцированный на трубку и отгиб, в зеве как правило, опушённый, различных оттенков синего, лилового или фиолетового цвета, иногда белый, жёлтый или красноватый (часто некоторые доли окрашены в белый цвет), длиннее или короче чашечки, иногда может быть равен ей. У некоторых видов отгиб не выражен. Трубка венчика в два, три, иногда в четыре-пять раз короче отгиба или равна ему. Доли отгиба обратнояйцевидные, широкояйцевидные, продолговато-яйцевидные, овальные или округлые тупые, яйцевидно-ланцетные, ланцетные, эллиптические, ромбовидно-ланцетные, линейно-ланцетные острые. Одна из лопастей отгиба немного шире или у́же остальных или верхняя лопасть шире боковых и значительно шире нижней. Размеры околоцветника весьма различны и могут варьировать, особенно у крупноцветковых видов, в широких пределах. Так, у Veronica amoena subsp. amoena венчик цветка колеблется от 8 до 18 мм в диаметре. Среди однолетников встречаются цветки, не превышающими 3 мм в диаметре, а Вероника краснолистная (Veronica rubrifolia) обладает цветками всего 2,5 мм в диаметре. Две тычинки прикреплены к трубке венчика в её средней части и располагаются как бы по бокам от заднего лепестка. Длина тычинок связана с размерами цветка и способом его опыления. У высокогорных видов, таких как вероника альпийская (Veronica alpina), обладающих факультативной энтомогамией и нередко самоопыляющихся, тычинки в основном короткие. Напротив, у энтомогамных вероник равнин и нижних поясов гор тычиночные нити очень длинные и часто утолщены в средней части. Таковы тычинки у вероники широколистной (Veronica teucrium), вероники приятной (Veronica amoena) и других видов.
Гинецей ценокарпный из двух медианных плодолистиков. Завязь двухгнёздная, с центральной плацентой. Пыльцевые зёрна трёх-четырёх-бороздные, некрупные. Пыльца двух- или трёхклеточная. Столбик один, с головчатым, редко двухлопастным рыльцем, может быть очень разной длины: от 7—8 до 0,1 мм.

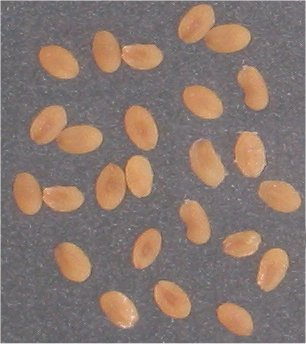
Семена вероники полевой,
длина 1 мм, ширина 0,5 мм

### Плоды
Плод — двугнёздная ценокарпная коробочка, но может быть и одногнёздной, по форме может быть обратнояйцевидной, округло-почковидной, округло-эллиптической, почти округлой; продолговатой, к верхушке суженной; обратносердцевидной, сердцевидной, обратнотреугольной, в основном с небольшой выемкой. Коробочка опушённая, голая или с единичными волосками, железисто-волосистая, длинноволосистая. Столбик в основном короче коробочки или выемки в ней, может быть равен ей. У вероники даурской (Veronica daurica) и вероники седой столбик в 2—2,5 раза длиннее коробочки, у вероники дубравной (Veronica chamaedrys) вдвое длиннее её, у вероники колосистой — длиннее в 2,5 раза. Вскрывание коробочки может происходить как по перегородкам, так и по гнёздам. Разнообразие плодов находится в резком контрасте со сравнительной однотипностью цветков, что выделяет веронику из других родов семейства.
Семена средних размеров, яйцевидные или округлые, плоско-выпуклые, гладкие или бугорчатые, желтоватые, от 0,5—0,7 мм до 2—3 мм длины. У некоторых видов семена сильно уплощённые, часто почти плоские. Встречаются лодочковидные и бокаловидные семена. Количество семян в коробочке очень невелико, часто не более 2—3.
Число хромосом сводится к основным числам X=7, 8, 9. Только у вероник секции Pseudolysimachium X=17.

### Опыление
У вероник с мелкими цветками и у многих высокогорных форм развиты автогамия, анемогамия или факультативная энтомогамия. Мюллер приводит в своей капитальной сводке для вероники альпийской (Veronica alpina) и вероники безлистной (Veronica aphylla) лишь очень немного мелких насекомых из двукрылых и жуков. Отсутствие светлого пятна в зеве этих растений также указывает на отсутствие какой-либо специализированной энтомогамии. По наблюдениям Мюллера, цветки у вероники альпийской даже в солнечную погоду нередко самоопыляются ещё до раскрывания. Волоски в зеве цветков, присутствующие почти у всех видов, препятствуют попаданию влаги внутрь цветка и защищают пыльцу от намокания. Первая же капля дождя, попадая в зев цветка, задерживается в нём, закрывая выход воздуху, заполняющему цветочную трубку. Давление этого воздуха препятствует проникновению первой и последующих капель внутрь цветка. Кроме того, некоторые вероники закрывают венчики в преддверии дождя и на ночь, тем самым также осуществляя защиту своей пыльцы от намокания во время дождя или от попадания в них росы. У крупноцветковых вероник невысокогорных открытых мест более специализированное опыление, хотя комплекс посещающих их насекомых весьма разнообразен. При наблюдении за вероникой широколистной (Veronica teucrium) за несколько дней было отмечено 16 видов насекомых, регулярно посещавших её. Среди них перепончатокрылые и другие различные мелкие пчелиные, двукрылые, бабочки. Особенно своеобразно опыление так называемыми «парящими мухами», которые, подобно бабочкам-бражникам, «пьют сок» как бы на лету, лишь придерживаясь лапками за средние утолщённые части тычиночных нитей. При этом пыльца попадает на грудь насекомого, а затем на рыльца других цветков. Известно, что опыление парящими насекомыми проходит очень интенсивно. Как и у многих других энтомогамных растений, зев у этих видов вероник отличается по цвету. У вероники широколистной и дубравной он, например, тёмно-синий на светло-синем фоне. Хотя роль «сосущих мух» в опылении вероник очень значительна, Куглер считает, что главные опылители их — мелкие пчелиные, мухи же играют известную роль лишь на бедных пчелиными местообитаниях. Шмели же мало посещают цветки вероник из-за небольшого количества нектара.

### Жизненные формы
В зависимости от вида корневищ и длительности жизненного цикла вероники подразделяются на следующие жизненные формы:25:
- Коротко- и длиннокорневищные длиннопобеговые многолетники с тонкими корнями. Корневища бывают эпигеогенные и гипогеогенные.
- Корневищные розеточные и полурозеточные формы.
- Травянистые многолетники со столоноподобными корневищами.
- Ползучие травянистые многолетники.
- Короткокорневищные кистекорневые травянистые многолетники (с толстыми корнями).
- Полукустарнички.
- Монокарпики, представлены исключительно однолетниками. Среди них встречаются как длительно вегетирующие, так и эфемеры. Некоторые однолетники «озимого» типа, такие как Veronica persica, могут жить несколько лет. У типичных эфемеров соцветия возникают из пазух самых нижних листьев, для многих эфемеров-вероник характерно возникновение большого числа придаточных почек.

## Распространение

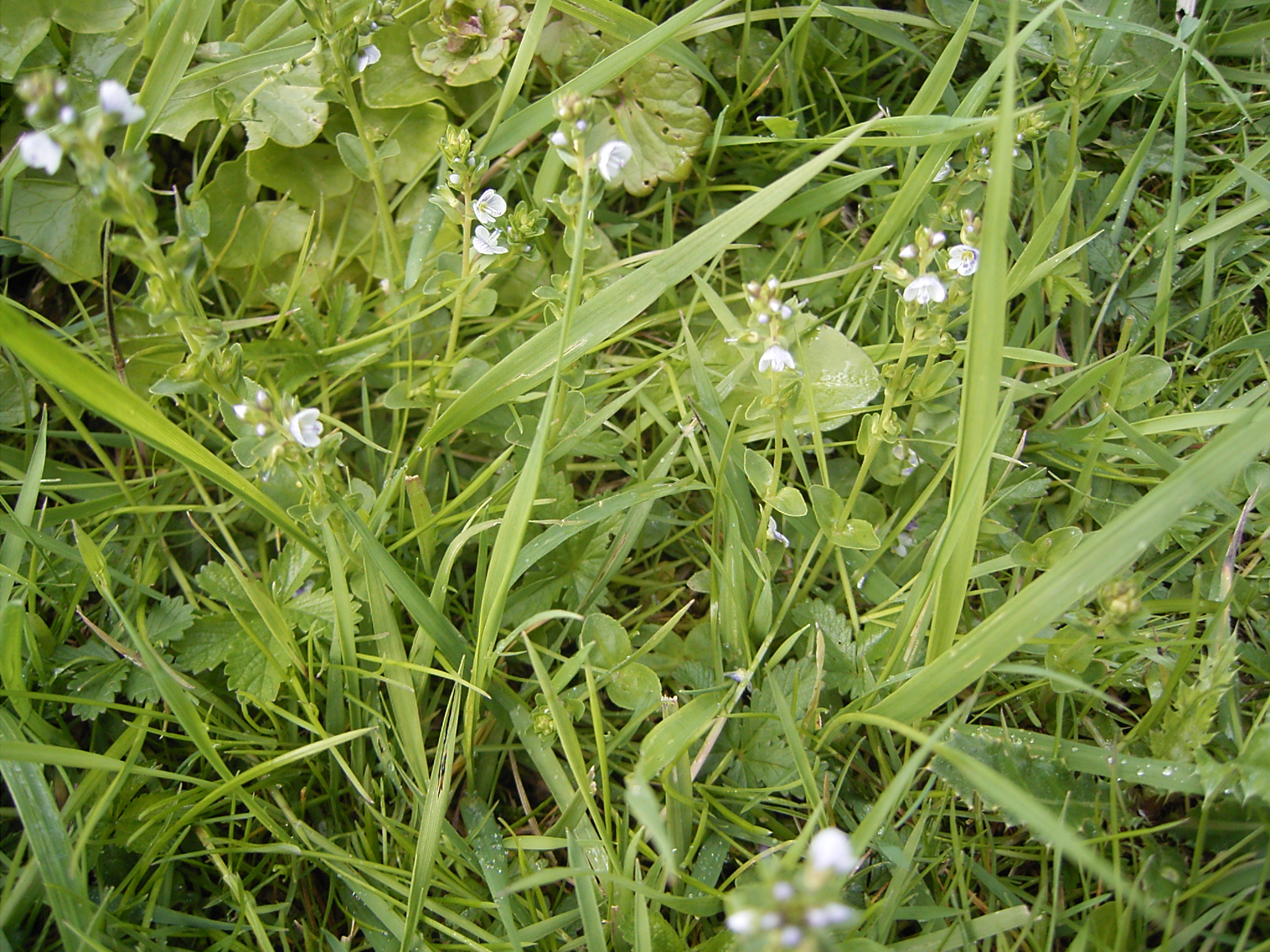
Вероника тимьянолистная,
лесной и луговой вид

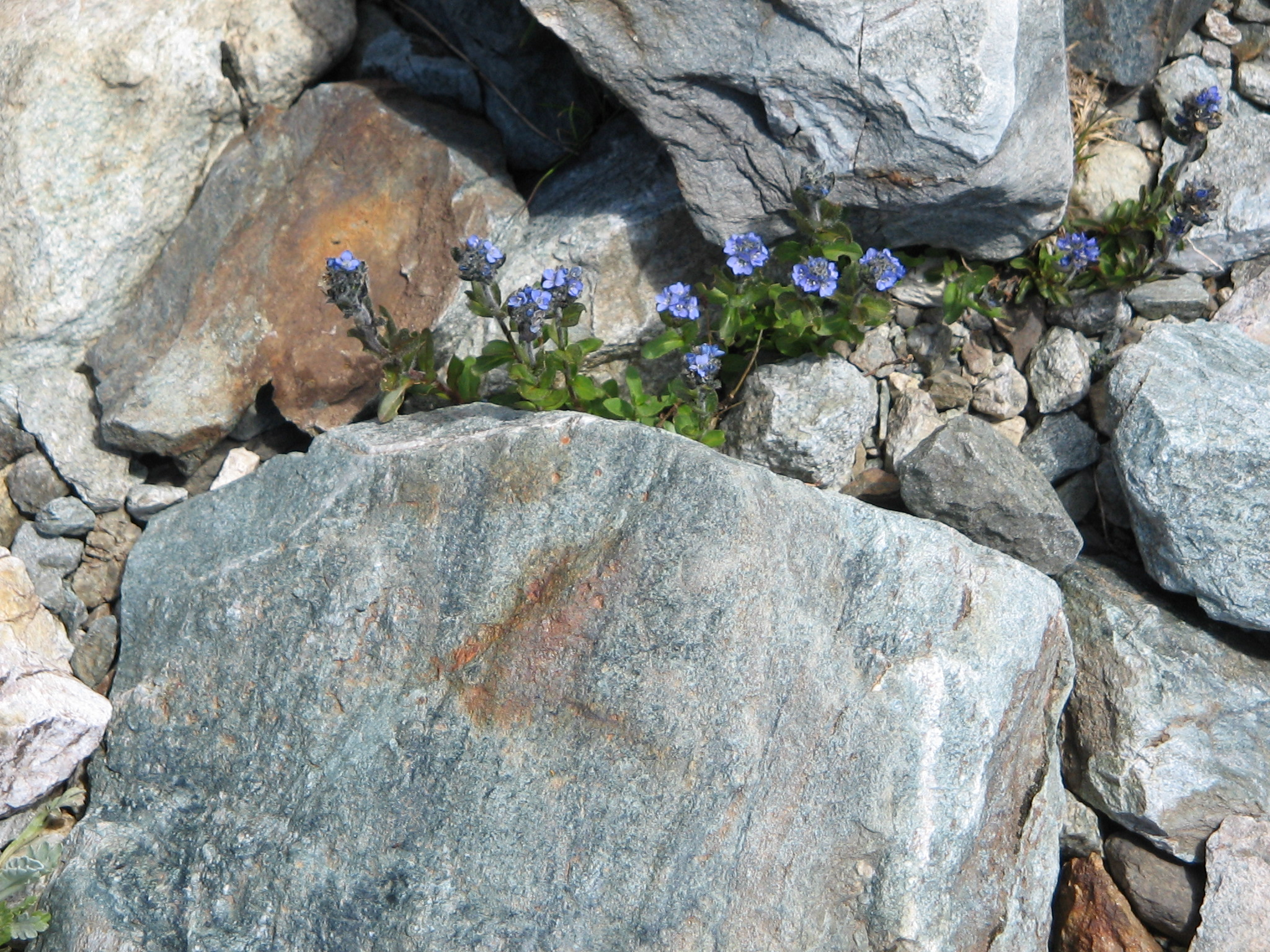
Вероника альпийская,
растение альпийских и субальпийских лугов

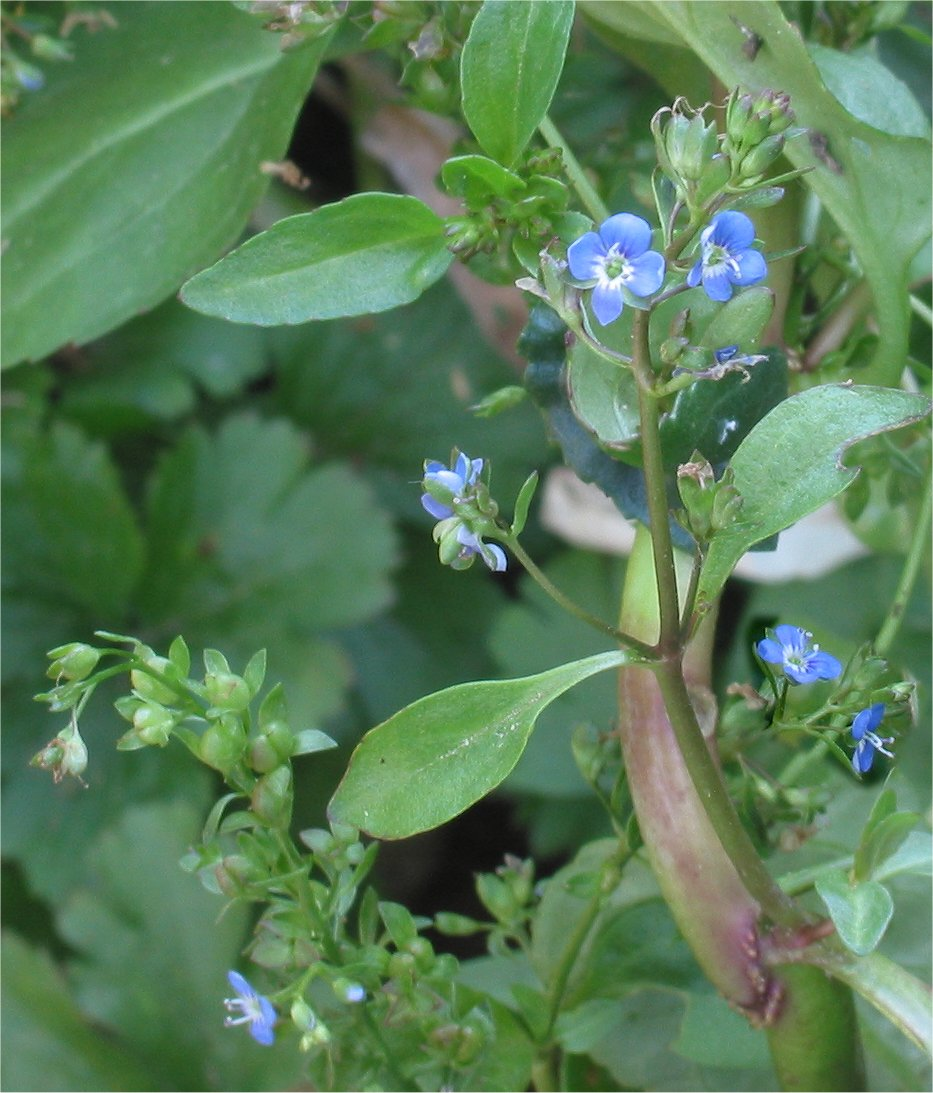
Вероника поточная,
растение влажных мест

Растения рода Вероника встречаются во всех частях света, но чаще в умеренных и холодных областях Европы и Азии, преимущественно в Средиземноморье; часто в высокогорьях. Для Австралии, Новой Зеландии и Южной Америки характерны кустарниковые вероники.

### Общий ареал
Ареал вероник очень обширен и занимает (если не принимать в расчёт Антарктиду) половину суши земного шара. Он охватывает всю Евразию, кроме Крайнего Севера, северо-востока и отчасти востока (бассейн Уды и ряд районов Охотского побережья) Сибири; островов Тихого и Индийского океанов; Африку в пределах Северного полушария и гор восточной части; Северную Америку, приблизительно к югу от 62° северной широты; Центральную и отчасти Южную Америку и Австралию к югу от 30° южной широты, причём австралийский фрагмент ареала изолирован от остальной части. В Зарубежной Арктике дальше всех на север заходит вероника альпийская (Veronica alpina), она растёт на островах близ северного побережья полуострова Лабрадор, на юге Баффиновой Земли, на острове Ян-Майен, в Исландии, арктической Скандинавии.
В Северной Африке известно незначительное количество вероник — около 11, в Северной Америке насчитывается 15 видов, близких к евроазиатским. В Австралии количество видов примерно такое же, как и в Америке, но австралийские виды более самобытные.
На Пиренейском полуострове обитает 35 видов, на Апеннинском полуострове — 29 видов, в Германии — 33 вида, в Скандинавии — 22 вида, в Великобритании — 19 видов, в Греции и Болгарии — 42 вида, в Турции — 47 видов, в Иране — 38 видов, в Сирии и Ливане — 22 вида, в Памиро-Алае и Тянь-Шане — 31 вид, в Гималаях — около 30 видов, в Китае (без Джунгарии и Кашгарии) — 34 вида, в Японии — 16 видов.
На территории бывшего СССР встречается 150 видов, в Европейской части СССР (с Крымом) — 37 видов, на Кавказе — 49 видов. В Российскую Арктику проникают 6 видов.
Наиболее богато представлены вероники на Пиренейском полуострове, Балканском полуострове, на Кавказе и в Малой Азии. Особенно поражает Кавказ, по территории значительно уступающий Малой Азии.
Вероники произрастают в самых разнообразных условиях, но в основном это растения открытых пространств. Хотя происхождение рода связывают с влажными субтропическими лесами Средиземноморья, лесных видов в настоящее время мало. В лесной полосе большая часть видов обитает в светлых лесах и на лугах. В степной и лесостепной полосе Евразии видовое разнообразие вероник небольшое, хотя они встречаются в больших количествах. Некоторые вероники ведут себя как сорняки.
Многие виды вероник входят в состав самых разнообразных группировок, являясь в них доминантами. Так, виды секции Beccabunga преобладают в растительности по ручьям в Средней Азии, вероника многораздельная (Veronica multifida) — в нагорно-ксерофильных группировках Армении, вероника сердцевидноплодная (Veronica cardiocarpa) — в «эфемеровых лугах» Копетдага, вероника седая (Veronica incana) — в степях Даурии и т. д.
По всей или почти по всей Европе и России в светлых лесах, по опушкам, на лугах растут вероника тимьянолистная (Veronica serpyllifolia), вероника колосистая, вероника широколистная (Veronica teucrium). В лесах Кавказа растут вероника петуший гребень (Veronica crista-galli), вероника мелиссолистная (Veronica magna), вероника нитевидная (Veronica filiformis), вероника теневая (Veronica umbrosa).
На сырых лугах, по берегам рек, озёр, на болотах растут вероника ключевая (Veronica anagallis-aquatica) — В Европе, на Урале, в Сибири, большей части Азии, Америке и Африке; вероника поточная (Veronica beccabunga) — в Европе, Турции, Сибири, Средней Азии, Китае, Северной Америке; вероника щитковая (Veronica scutellata) — почти по всей территории бывшего СССР, по всей Европе и в Северной Америке.
Большое разнообразие видов вероник в горах. На альпийских и субальпийских лугах растут вероника альпийская — в горах почти по всей Евразии; вероника Порфирия (Veronica porphyriana), вероника реснитчатая (Veronica ciliata) — в горах Азии; вероника саянская (Veronica sajanensis) — в Центральных Саянах. Для альпийских лугов Западной Европы характерны очень немногие виды.
В высокогорьях, у ледников и снежников, на скалах и каменистых россыпях растут вероника густоцветковая (Veronica densiflora) — в Сибири, Средней Азии, Монголии и Китае; вероника крупнотычинковая (Veronica macrostemon) — в Средней Азии и на юге Сибири, в Монголии и Китае.
Ареал вероники на север нашей страны доходит до 60° северной широты, где встречаются бореальная вероника длиннолистная, широко распространённая в кустарниковых тундрах и на пойменных лугах европейского Севера России и по долинам крупных сибирских рек. Ещё дальше на север, в Арктике, на востоке Кольского полуострова и на северо-востоке Европейской части России, кое-где в тундрах встречаются лесные и лесостепные вероника дубравная, вероника тимьянолистная и вероника колосистая. Бореальная и степная вероника седая проникает к южным пределам Арктики по долинам рек Колыма и Майна. Широко распространена на европейском Севере России и на Ямале вероника альпийская.
Вероника алатавская (Veronica alatavica) растёт на высоте 2500—2600 м, а вероника краснолистная (Veronica rubrifolia) забирается на высоту до 3000 м, вероника ложнокрупнотычинковая (Veronica macrostemonoides) — до 3700 м, растущая в юго-западной части Китая Veronica roccii — на высоте до 4000 м над уровнем моря. Но самым высокогорным видом рода является Veronica lanuginosa, произрастающая в Индии, Китае, Непале и Бутане на высоте 4000—6500 м над уровнем моря:177.

### Эндемики
Среди вероник встречаются эндемики отдельных территорий России и стран бывшего СССР:
- Veronica schistosa — вероника щебнистая, Veronica monticola — вероника высокогорная, Veronica caucasica — вероника кавказская, Veronica petraea — вероника каменистая, Veronica teberdensis — вероника тебердинская, Veronica bogosensis — вероника богосская, Veronica borissovae — вероника Борисовой — эндемики Кавказа. Среди них вероника высокогорная и богосская относятся к палеоэндемам[4].
- Veronica albanica — вероника восточнокавказская, Veronica arceutobia — вероника можжевеловая и Veronica imerethica — вероника имеретинская — эндемики Восточного Закавказья.
- Veronica filifolia — вероника нителистная, Veronica ruprechtii — вероника Рупрехта — эндемики Западного Закавказья.
- Veronica amoena — вероника приятная — эндемик Восточного Закавказья и полуострова Мангышлак.
- Veronica umbrosa — вероника тенистая — эндемик Кавказа, Крыма и Нижнего Дона.
- Veronica sessiliflora — вероника сидячецветковая — эндемик Алтая, Veronica reverdattoi — вероника Ревердатто — эндемик Хакасии и Тувы, Veronica sajanensis — вероника саянская — эндемик Саян[18]. По мнению А. Г. Еленевского[4] одна только вероника саянская относится к узкоэндемичным видам Сибири.
- Veronica olgensis — вероника ольгинская — эндемик Дальнего Востока.
- Veronica callitrichoides — вероника болотниковидная — эндемик Камчатки.
- Veronica sachalinensis — вероника сахалинская — эндемик Сахалина.
- Veronica alatavica — вероника алатавская, Veronica tianschanica — вероника тяньшаньская — эндемики Тянь-Шаня, являющиеся также палеоэндемами[4]:63.
- Veronica ramosissima — вероника многоветвистая, Veronica bucharica — вероника бухарская, Veronica gorbunovii — вероника Горбунова, veronica fedtschenkoi — вероника Федченко — эндемики Памиро-Алая. Вероника Горбунова и вероника Федченко — палеоэндемы[4]:63.

Для Кавказа эндемичны семь видов вероник, так как в последние десятилетия установлено произрастание целого ряда «кавказских условных эндемов» в Иране и (или) в Малой Азии.
Из 30 гималайских видов рода четыре — палеоэндемы.
На Азорских островах обитает только свойственная им Veronica dabneyi. Один эндемичный вид свойственен Филиппинам. В Японии из 16, обитающих там видов, — 3 эндемика: Veronica onoei, Veronica sieboldiana и Veronica ornata.

## Экология
В основном вероники мезофиты, но есть среди них и ксерофиты. Например, вероника седая (Veronica incana). Стебель и листья у неё опушены волосками. Волоски эти быстро отмирают и заполняются воздухом. Воздух плохо пропускает тепло, потому вероника седая не так сильно нагревается солнечными лучами. Кроме того, этот вид вероники сравнительно легко переносит высыхание. Она может потерять до 60 % содержащейся в ней воды и всё же пережить засуху. Засухоустойчивы и все горные виды вероник. Но самым ксерофильным видом рода является вероника мелкоплодная (Veronica microcarpa). Эта многолетняя вероника растёт при годовом количестве осадков 270—300 мм. В верхних поясах гор Кавказа и прилегающих территорий обитают высокогорные петрофиты.
Однолетние вероники в основном тяготеют к Древнему Средиземью (хотя некоторые из них встречаются в степной и даже лесной зоне). Здесь они произрастают в огромных количествах в нагорно-ксерофильных группировках, ксерофильных редколесьях, в шибляках, на богарных землях и т. д. Но даже наиболее «экстремальные» однолетники избегают пустынь, даже сравнительно мягких.
Среди вероник встречаются гигрофильные и даже гидрофильные виды. Вероника поручейная (Veronica beccabunga) может расти, плавая на поверхности воды. В её стеблях и листьях образуются крупные воздухоносные ходы, межклетники. Они делают растение более лёгким.
Все виды вероник абсолютно нетребовательны к составу и качеству почвы. Однако петрофиты предпочитают почву с содержанием щебня. Вероника длиннолистная характеризует почву среднего плодородия, а также почву со слабой кислотностью (5,0—6,7 pH). Растущие на огороде вероники характеризуют почву кислую, мало пригодную для огородных растений, среди них вероника дубравная, длиннолистная и лекарственная.
Растения морозоустойчивы, некоторые виды выдерживают понижение температуры зимой до −29 °C.
Растения рода Вероника размножаются как семенами, так и вегетативным путём. Некоторые из них являются сорняками, так как не предъявляют особых требований к условиям произрастания. Особенно быстро разрастаются стелющиеся виды вероник. К сорным растениям сельскохозяйственных культур на территории России относятся: вероника пашенная (Veronica agrestis), вероника полевая (Veronica arvensis), вероника плющелистная (Veronica hederifolia), вероника персидская (Veronica persica) и вероника скромная (Veronica polita). Наибольшую опасность в качестве сорняка при выращивании газонов из всех растений этого рода в настоящее время представляет вероника нитевидная (Veronica filiformis). Она может размножаться, например, кусочками стеблей, разлетающимися в разные стороны во время стрижки травы.
Вероника пашенная может заражаться кольцевой пятнистостью малины, вирусной болезнью, передающейся через почву, сорняки, а также переносящейся нематодами. Это заболевание ведёт к снижению урожайности и гибели садовых сортов малины.
Некоторые виды вероник (например, вероника дубравная) могут служить барометром, так как венчики их цветков закрываются перед дождём.

### Консортивныесвязи
Вероника является кормовым растением для гусениц бабочек:
- Пяденицы нарядной Scopula ornata[30]:62;
- Epatolmis caesarea — чёрной медведицы[30]:104[31]:323;
- нимфалид Euphydryas maturna — шашечницы матурны[30]:110, Melitaea didyma — шашечницы красной[31]:244, Melitaea aurelia — шашечницы аурелии, Melitaea cinxia — шашечницы цинксии, Melitaea diamina — шашечницы черноватой[30]:111;
- совок Agrochola nitida[32];
- пальцекрылок: Stenoptilia pterodactyla (питаются вероникой дубравной)[30]:46;
- чехлоносок Coleophora chamaedriella[33];
- длинноусых молей Adella fibulella, Adella immaculata (минируют бутоны, завязи, семена и повреждают листья вероники лекарственной и дубравной), Nemotois dumeriliellus (повреждают цветки и завязи вероники колосистой)[34]:286[35].

На листьях вероники дубравной образуют галлы личинки одного из видов комариков, округлые вздутия на верхушках её побегов возникают в результате поражения галлицей верониковой, обросшие волосками вздутия на верхушках побегов и соцветий образуются в результате деятельности клещей, цветки под влиянием клещей становятся махровыми. Плоды вероники ключевой часто поражаются долгоносиком Gymnetron beccabungae, благодаря чему образуются шарообразные галлы, сильно изменяющие их форму:470.
Лесные вероники способны к образованию микоризы.

## Охранный статус
Многие виды вероник находятся на грани исчезновения и внесены в Красные книги:
- Veronica antalyensis, Veronica bombycina subsp. bolkardaghensis, Veronica cuneifolia subsp. massicytica, Veronica donii, Veronica fuhsii, Veronica hispidula — вероника распростёртая, Veronica kotschyana, Veronica lycica, Veronica macrostachya subsp. sorgerae, Veronica montbretii, Veronica oltensis, Veronica orientalis subsp. carduchorum, Veronica polium, Veronica pusilla subsp. erciyasdagi, Veronica quezelii, Veronica surculosa — вероника деревянистая, Veronica tauricola, Veronica thymoides subsp. thymoides — Турции;
- Veronica aphylla — вероника безлистная, Veronica bellidioides — вероника маргаритковая, Veronica fruticans — вероника кустящаяся — Украины[39];
- Veronica bogosensis — вероника богосская, Veronica filifolia — вероника нителистная — России[40];
- Veronica catenata — вероника цепочечная, Veronica dillenii — вероника Дилления, Veronica hederifolia — вероника плющелистная — Эстонии;
- Veronica dabneyi — Азорских островов;
- Veronica kaiseri — Египта;
- Veronica kavusica — Греции;
- Veronica micrantha — Португалии;
- Veronica micromera — США;
- Veronica turrilliana — Болгарии и Турции;
- Veronica tianschanica — вероника тяньшаньская — Казахстана[41].

Вероника ненастоящая (Veronica spuria) внесена в «Чёрный список» Красной книги Беларуси, а вероника широколистная, или дубровник, является видом, требующим внимания на территории этой страны в силу высокого глобального природоохранного статуса.
Лимитирующими факторами являются распашка степей и лугов, являющихся естественными местообитаниями растений, сенокошение, выпас скота и другие.

## Химический состав
Вероника лекарственная, длиннолистная, седая содержат дубильные вещества, гликозиды (аукубин, вероницин), следы алкалоидов, сапонины, каротин (у вероники длиннолистной — 10 мг%), аскорбиновую кислоту (у вероники длиннолистной — 260 мг%, у вероники лекарственной — 105 мг%), флавоноиды, микроэлементы. Вероника дубравная также содержит гликозид аукубин, следы алкалоидов, аскорбиновую кислоту, каротин, микроэлементы. Вероника длиннолистная содержит, кроме того, кофейную и хлорогеновую кислоты, холин, кумарин, а вероника лекарственная — яблочную, лимонную, молочную. Вероники лекарственная и седая содержат эфирные масла.
Вероника поточная содержит углеводы и родственные соединения (глюкоза, фруктоза, сахароза, рафиноза, Д-маннит), иридоиды, бета-ситостерин, высший алифатический углеводород триаконтан, высшие жирные кислоты, органические кислоты, фенолкарбоновые кислоты, флавоноиды.
В траве вероники широколистной также обнаружены углеводы, маннит, иридоиды (аукубин, катаптол, изокатаптол), карденолиды, сапонины, стероидные, холин, фенолкарбоновые кислоты и их производные (кофейная, хлорогеновая и изохлорогеновая), дубильные вещества, кумарин, флавоноиды. В траве вероники колосистой содержатся углеводы, маннит, хинная кислота, иридоиды, карденолиды, сапонины, холин, дубильные вещества, кумарин, флавоноиды, фенолкарбоновые кислоты и их производные.
В траве вероники персидской (Veronica persica) обнаружены иридоиды, флавоноиды, в цветках — глюкоза, фенолкарбоновые кислоты.

## Хозяйственное значение и использование
Вероники являются отличными медоносами, особенно вероника длиннолистная. Она при сплошном произрастании даёт свыше 100 кг/га мёда. По другим данным, содержание сахара в нектаре при сплошном произрастании вероники длиннолистной — 295 кг/га. Нектар вероник обладает 40%-ной сахаристостью (данные для вероники колосистой). По другим данным, вероники дают немного нектара и причисляются к второстепенным медоносам.

### Применение в медицине
Вероника длиннолистная и вероника лекарственная — издавна применяются в народной медицине. Вероника лекарственная в научной медицине России не употреблялась, но официальна в медицине Западной Европы, а также используется в гомеопатии.
Настой и отвар травы вероники лекарственной принимают внутрь при различных простудных заболеваниях, а также делают полоскания при ангине, раздражении слизистых оболочек рта и горла. Она эффективно улучшает аппетит, стимулирует секрецию пищеварительных желез, благотворно воздействует на все процессы обмена веществ, применяется при заболеваниях печени, желчно- и почечнокаменной болезнях, при головной боли, истощении, климактерических расстройствах, как кровоостанавливающее при внешних и внутренних кровотечениях, а наружно — при различных кожных заболеваниях, в том числе грибковых поражениях кожи. Народная медицина широко использует веронику лекарственную при злокачественных новообразованиях, в частности при раке желудка.
Вероника длиннолистная эффективна против многих кожных заболеваний воспалительного характера, а также против опрелостей, панарициев, кровотечений, длительно не заживающих ран и язв; при простудных и нервных заболеваниях, болезнях печени, головной боли, расстройствах желудочно-кишечного тракта, маточных кровотечениях.
Народная медицина использует аналогично и другие виды вероник: веронику дубравную (Veronica chamaedrys), широколистную и седую. Вероника дубравная находит незначительное применение в народной медицине при простудных и кожных заболеваниях. Вероника седая используется также в народной медицине при болезнях почек, сердечно-сосудистых заболеваниях, неврозах, болезнях глаз. Настой травы вероники седой применяли раньше, кроме того, в качестве детоксикационного средства при укусах ядовитых змей и бешеных животных.
В Сибири в лечебных целях используются также вероника ключевая, вероника ненастоящая.
На Дальнем Востоке в народной медицине используются также вероника американская, вероника даурская, вероника ложноключевая (Veronica anagalloides), вероника льнянколистная, вероника тимьянолистная, вероника щитковая.
Настой травы вероники персидской в Таджикистане применяют при желудочных заболеваниях.

### В декоративном садоводстве

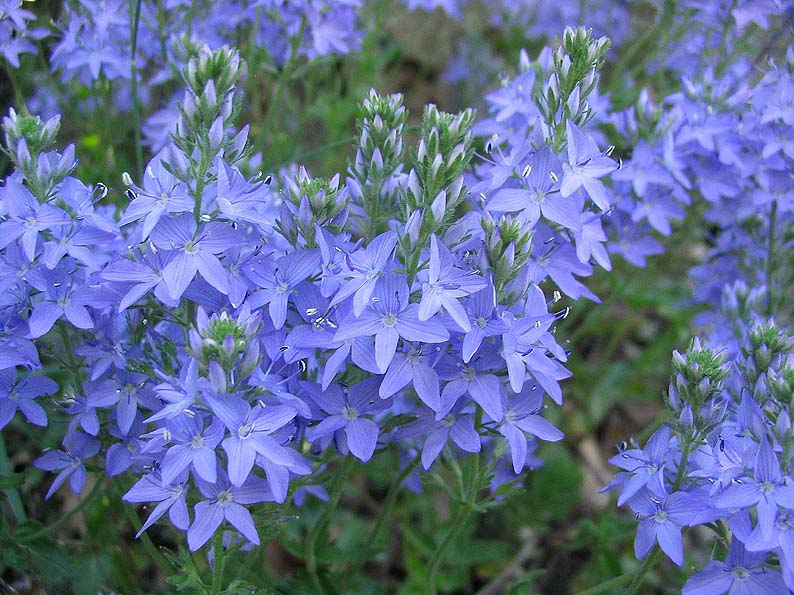
Вероника австрийская

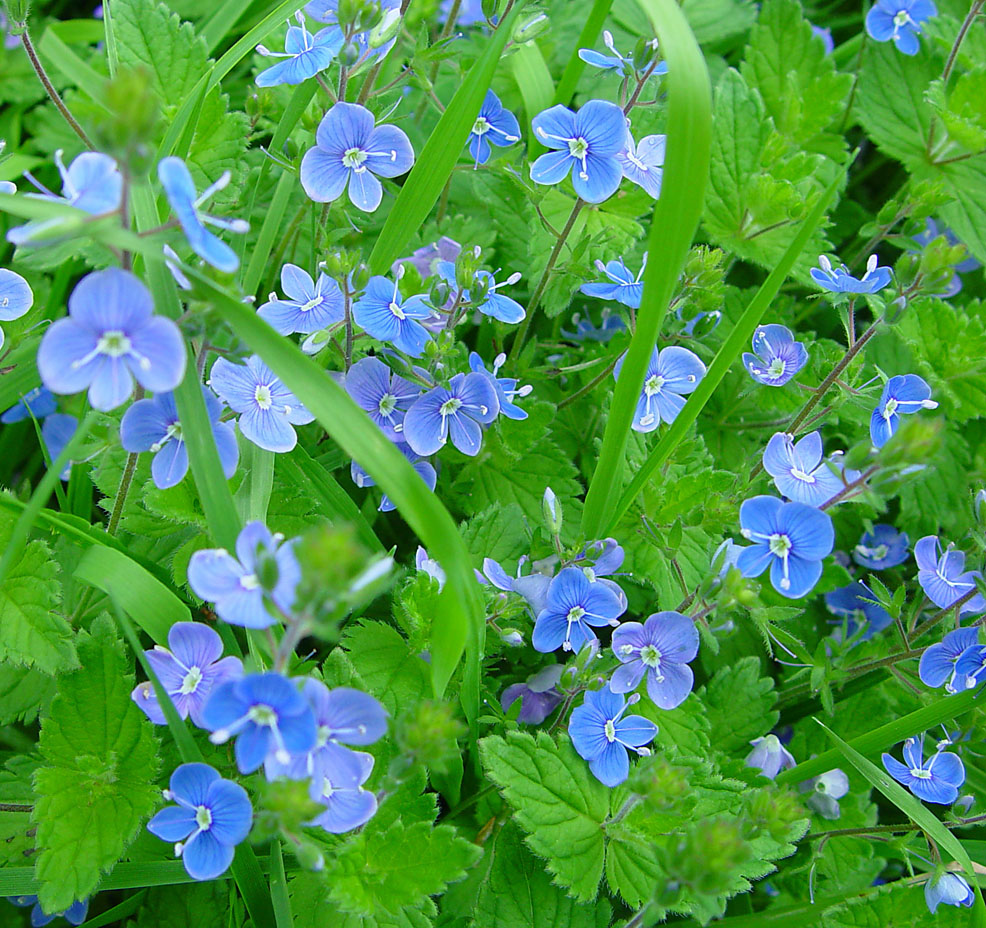
Вероника дубравная

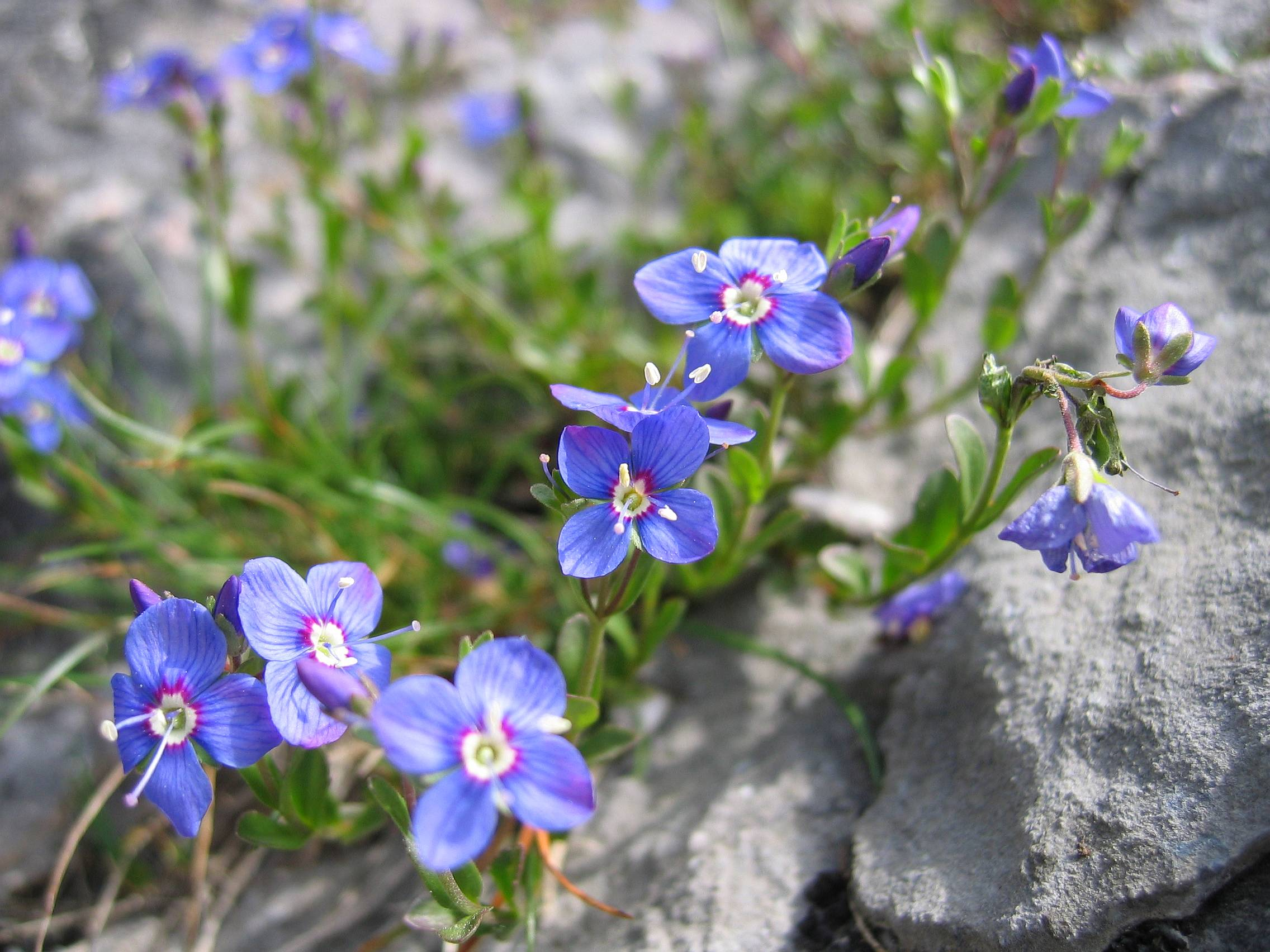
Вероника кустящаяся

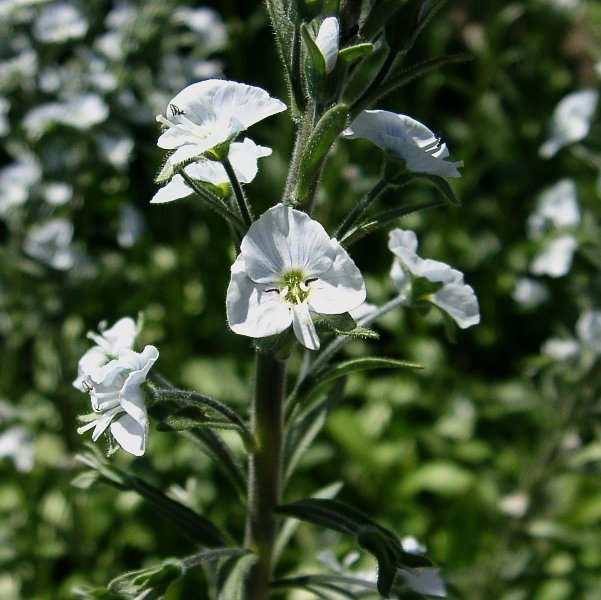
Вероника горечавковая

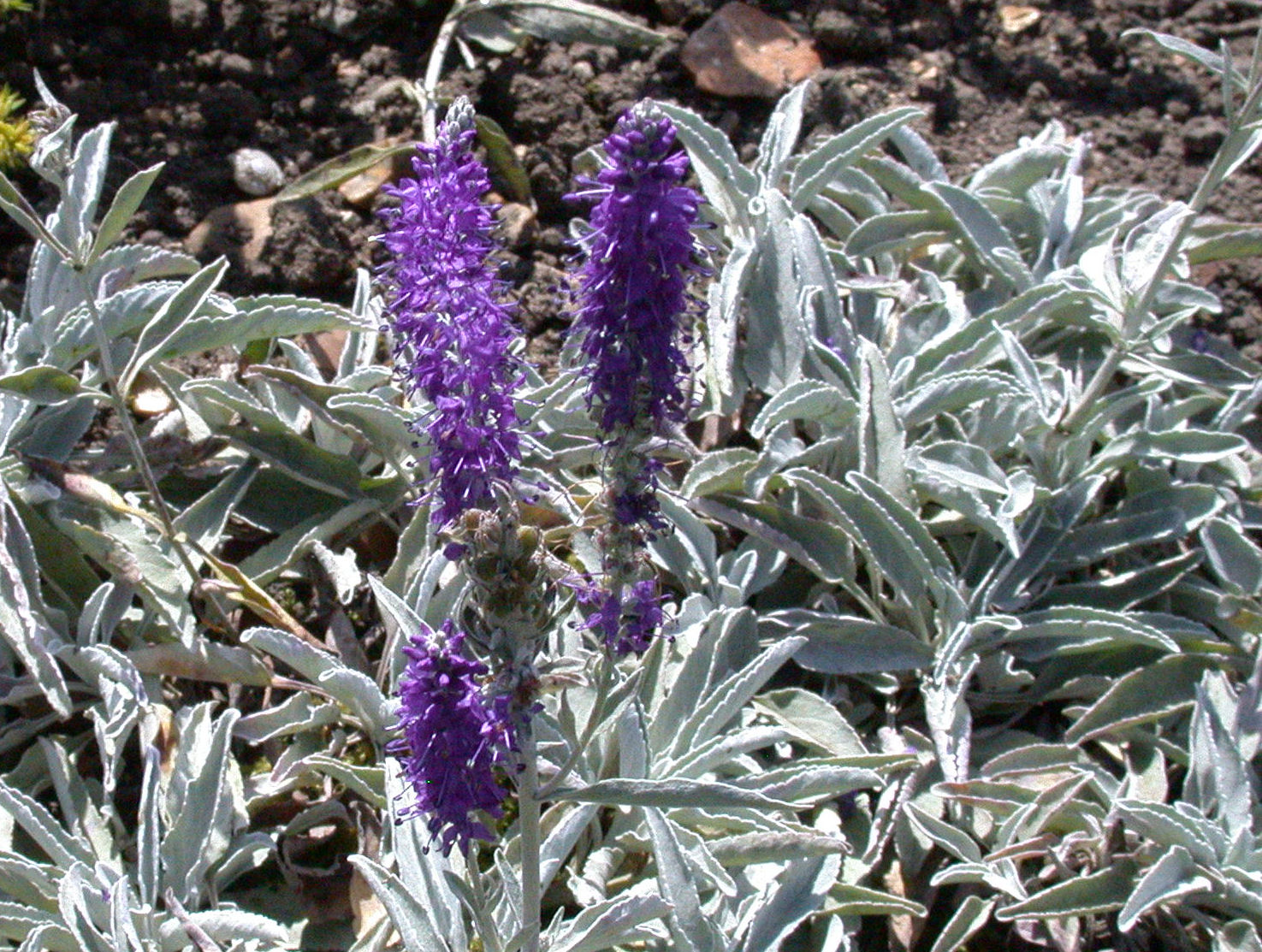
Вероника седая

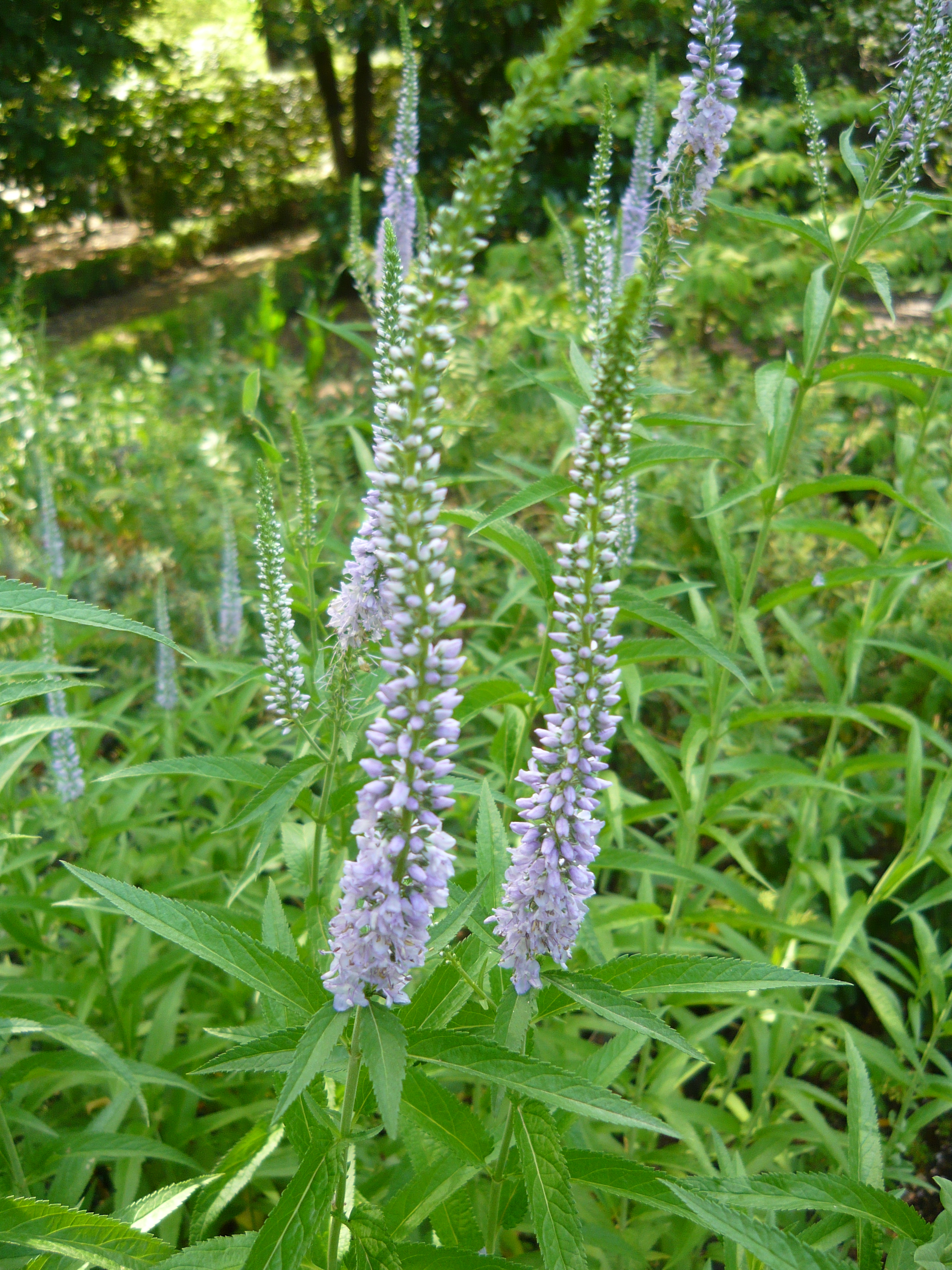
Вероника длиннолистная

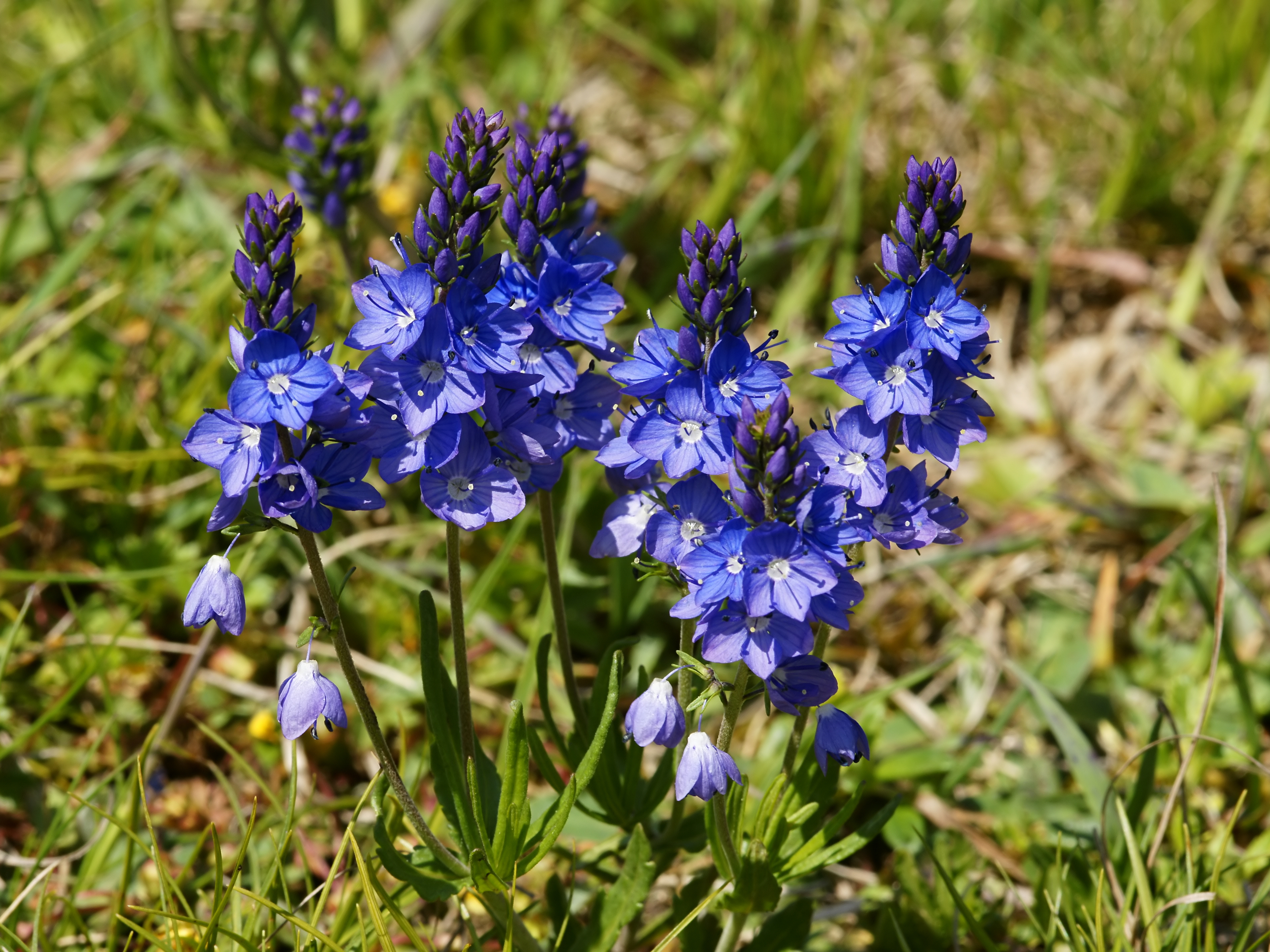
Вероника простёртая

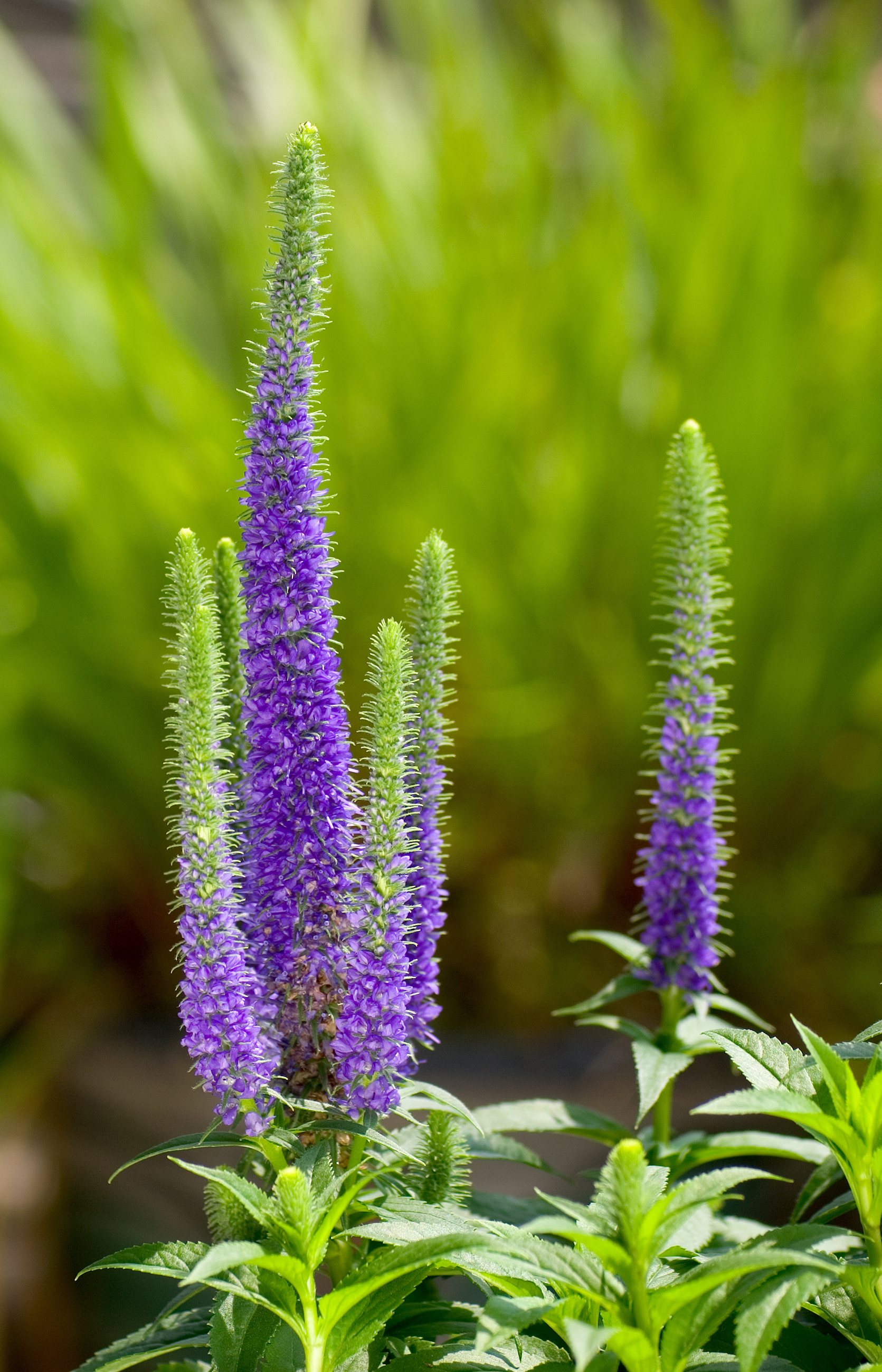
Вероника колосистая

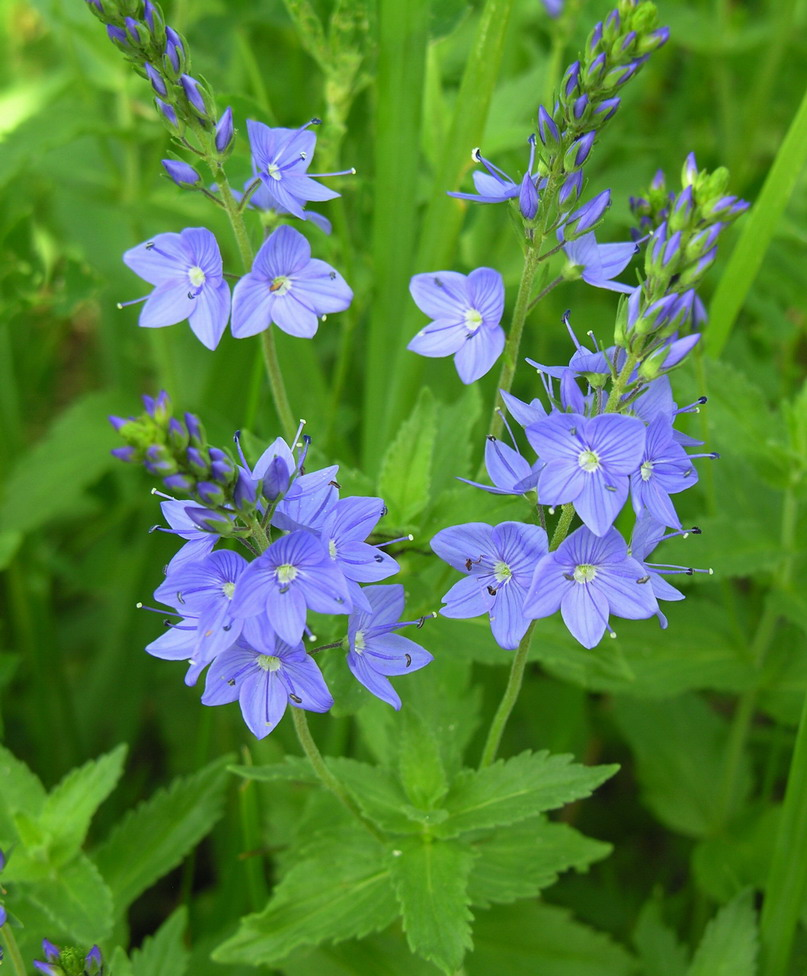
Вероника широколистная

Растения многих видов разводятся в садах на открытом воздухе, ценятся как за привлекательные цветки, так и за общую изящность облика.
Некоторые виды, используемые в декоративном садоводстве:
- Veronica allionii — вероника Аллиони — с мелкими фиолетовыми цветами, собранными в верхушечные соцветия.
- Veronica alpina — вероника альпийская — с фиолетовыми цветками в верхушечных немногоцветковых головчатых кистях.
- Veronica armena — вероника армянская — с нитевидными листьями и синими, фиолетовыми или розовыми цветками 0,5 см в диаметре. Образует дерновины высотой 5—10 см. Подходит для газонов, альпийских горок, террас[52].
- Veronica austriaca — вероника австрийская — с ярко-синими звёздчатыми цветками в 2—4 боковых, удлинённых, одиночных или супротивных кистях, выходящих из пазух верхних листьев, высотой 20—50 см. Засухоустойчива. Подходит для газонов и альпийских горок[52], террас рокариев[59].
- Veronica biloba — вероника двулопастная — со светло-голубыми цветочными кистями, удлинёнными, рыхлыми, малоцветковыми.
- Veronica calycina — вероника чашечная — с мелкими голубыми цветками, собранными в верхушечные соцветия.
- Veronica chamaedrys — вероника дубравная — с чисто-голубыми или синими с тёмными жилками (иногда встречаются розовые) цветками, 10—15 мм в диаметре[59].
- Veronica ciliata — вероника реснитчатая — с голубыми цветками в верхушечных коротких малоцветковых кистях.
- Veronica daurica — вероника даурская — с белыми цветками в верхушечных кистях, одиночных или нескольких.
- Veronica densiflora — вероника густоцветковая — с синими цветками в верхушечных плотных округлых кистях, по отцветании удлиняющихся.
- Veronica filifolia — вероника нителистная — с негустыми кистями молочно-белых цветков с синими жилками, подушкообразный многолетник.
- Veronica filiformis — вероника нитевидная — с одиночными голубыми цветками с тёмными жилками, поднимающимися на длинных ножках из пазушных листьев. Есть формы с бледно-голубыми и белыми цветками. Подходит для выращивания на газонах и альпийских горках[52], а также для террасированных рокариев и закрепления склонов[59].
- Veronica formosa — вероника формозская — с голубовато-лиловыми цветками.
- Veronica fruticans — вероника кустящаяся — с ярко-синими цветками с красноватым пояском у основания чашечки на длинных цветоножках, собранных в кистевидные соцветия. Реже встречаются растения с розовыми цветками. Образует низкие, а порой и высокие (5—10 см) подушковидные заросли. Зимостойка, пригодна для посадки на каменистых террасах, растёт в полутени[59].
- Veronica gentianoides — вероника горечавковая — с бледно-голубыми или беловатыми с тёмно-синими прожилками цветками до 1 см в диаметре в кистевидных соцветиях. Выведены сорта с белыми цветками и с кремово-белыми пятнами на листьях[52], с зелёными листьями с белой каймой[59]. Влаголюбива, но засухоустойчива, зимостойка без укрытия. Пригодна для посадки на террасах рокариев, в миксбордерах[59].
- Veronica gracilis — вероника изящная — с одиночными голубыми цветками.
- Veronica grandiflora — вероника крупноцветковая — с ярко-синими цветками, собранными в малоцветковые соцветия.
- Veronica incana — вероника седая — беловато-войлочно опушённое растение с узкими густыми колосовидными кистями цветов. Существуют садовые сорта и формы[44]. Засухоустойчива, зимостойка без укрытия[59]. Подходит для газонов и альпийских горок[52].
- Veronica linariifolia — вероника льнянколистная — с синими цветками в верхушечных, густых и длинных, одиночных кистях, реже в пазухах верхних листьев образуются боковые кисти.
- Veronica longifolia — вероника длиннолистная — высокое растение с длинной прямой кистью голубых цветков до 25 см длиной. Выведены сорта с крупными соцветиями и с белыми или голубыми различных оттенков цветками. Влаголюбива[59].
- Veronica macrostemon — вероника крупнотычинковая — с сине-фиолетовыми цветками, собранными в верхушечные, головчатые кисти, к концу цветения значительно удлиняющиеся.
- Veronica maximowicziana — вероника Максимовича — с беловатыми цветками с сиреневыми жилками, собранными в верхушечные кисти.
- Veronica nivea — вероника снежная — с бледно-голубыми или белыми мелкими цветками, собранными в пониклые верхушечные соцветия.
- Veronica officinalis — вероника лекарственная — стелющееся растение с бледно-лиловыми цветками до 6—7 мм в диаметре в коротких более-менее густых кистях, расположенных в пазухах верхних стеблевых листьев. Выращивается как декоративно-лиственное среди почвопокровных растений и в альпинарии. Засухоустойчиво и устойчиво к вытаптыванию[59].
- Veronica pinnata — вероника перистая — со светло-синими, иногда белыми или розоватыми цветками в верхушечных, разреженных, длинно заострённых кистях, 5—25 см длиной.
- Veronica plebeia — вероника австралийская — с голубыми мелкими цветками, собранными в верхушечные соцветия.
- Veronica polozhiae — вероника Положий — с бледно-розовыми или беловатыми цветками на длинных цветоножках, расположенными по 1—3 в пазухах одного из супротивных листьев.
- Veronica porphyriana — вероника Порфирия — с тёмно-синими почти сидячими цветками в верхушечных плотных кистях 3—8 см длиной и 1,5—2 см толщиной, при отцветании удлиняющихся.
- Veronica prostrata — вероника простёртая — серовато-зелёное многолетнее травянистое растение, образующее плотный ковёр до 10 см высотой. Остаётся зелёной и зимой. Цветки в густых многоцветковых кистях в пазухе верхних листьев, синевато-лиловые или бледно-голубые. Выведены сорта с розовыми цветками, с жёлтыми листьями и голубыми цветками[52]. Влаголюбива, но засухоустойчива, зимостойка без укрытия[59].
- Veronica repens — вероника ползучая — прекрасное растение для задернения почвы под деревьями с мелкими нежно-голубыми цветками (есть формы с белыми и розовыми цветками).
- Veronica sajanensis — вероника саянская — с бледно-синими цветками, собранными в густую цилиндрическую верхушечную кисть.
- Veronica schistosa — вероника щебнистая — с нежно-голубыми цветками в длинной кисти. Засухоустойчива[59].
- Veronica schmidtiana — вероника Шмидта — растение 10—15 см высотой, с синими цветками около 15 мм в диаметре, собранными обычно в верхушечные соцветия (могут быть и пазушные). Подходит для альпинариев. Известны сорта и формы с пурпурными цветками с белыми полосками, с белыми цветками с лиловатыми полосками, с пурпурными листьями[59].
- Veronica scutellata — вероника щитковая — с бледно-голубыми или розоватыми цветками на очень тонких длинных цветоножках, собранными в очень рыхлые кисти, образуются по одной в пазухе одного из супротивных листьев.
- Veronica serpyllifolia — вероника тимьянолистная — с беловатыми с тёмными жилками или голубоватыми цветками.
- Veronica sessiliflora — вероника сидячецветковая — со светло-синими почти сидячими цветками, собранными в верхушечные, одиночные плотные кисти.
- Veronica spicata — вероника колосистая — с длинными и плотными верхушечными кистями ярко-синих, иногда розовых, фиолетовых или белых цветков. Засухоустойчива и зимостойка без укрытия. Существует множество садовых сортов[59].
- Veronica spuria — вероника ненастоящая — с синими или голубыми цветками, собранными в верхушечные и боковые кисти, образующие метельчато-кистевидное соцветие.
- Veronica stelleri — вероника Стеллера — со стеблем, увенчанным наверху коротким, почти головчатым соцветием, удлиняющимся во время плодоношения. Цветки сине-фиолетовые, около 8 мм в диаметре. Подходит для альпинариев, миксбордеров, клумб[59].
- Veronica surculosa — вероника деревянистая — ползучее растение, покрытое серым опушением, с розовыми цветками, от 4 до 5 см высотой. Засухоустойчива и зимостойка, в бесснежные зимы вымерзает. Подходит для рокариев[59].
- Veronica teucrium — вероника широколистная — с ярко-синими, розоватыми или белыми цветками, собранными в густые кистевидные соцветия до 7 см длиной. Зимует без укрытия, влаголюбива, но засухоустойчива. Существуют садовые сорта и формы[59].
- Veronica verna — вероника весенняя — с розовато-голубыми или бледно-голубыми цветками с синими полосками, в удлинённых верхушечных и боковых многоцветковых густых колосовидных кистях, позднее удлиняющихся и более рыхлых.

Так как большая часть видов этого рода очень вынослива и может хорошо выдерживать даже жёсткую почву, то они очень удобны для украшения рабаток, для обвода клумб. Разводятся делением куста, черенками и семенами.
Стелющиеся и подушкообразные вероники — прекрасный материал для задернения в плодовом саду, так как быстро разрастаются, надёжно защищая корни деревьев и кустарников в холодную бесснежную пору, позволяют сохранять почвенную влагу в жаркие засушливые периоды. Кроме того, падающие с деревьев плоды не травмируются, соприкасаясь с плотной упругой подушкой. В ряде случаев их посадки на больших открытых солнечных площадках вполне могут заменить газон, который не нуждается в скашивании, регулярном поливе, устойчив к вытаптыванию.
Засухоустойчивые вероники идеально приспособлены к жизни в каменистых цветниках.
Для озеленения берегов водоёмов на садовых участках и в других местах рекомендуются вероника ключевая (Veronica anagallis-aquatica) с многочисленными рыхлыми кистями бледно-голубых или беловатых цветков, выходящих из пазух листьев, и вероника поточная (Veronica beccabunga), внешне очень похожую на незабудку, так как эти растения в естественных условиях растут в сырых местах. Они неприхотливы в отношении почвы, но воду предпочитают чистую. Для озеленения берегов водоёмов рекомендуется вероника горечавковая.
Вероника рекомендуется для выращивания в традиционных японских садах, в которых преобладают разнообразные мелкие декоративные растения с неброскими цветами.

### Другое применение
Молодые листья вероники лекарственной используют в составе приправ для ухи, салатов, к мясным и рыбным блюдам, цветки используют для отдушки некоторых сортов коньяка, ликёров, знаменитого вина — испанской малаги. Свежие листья вероники ключевой и поточной употребляются в пищу как кресс-салат.
Настой травы вероники лекарственной применяется в ветеринарии — при кровавом поносе у крупного рогатого скота и лошадей.
Вероника длиннолистная на пастбищах скотом почти не поедается, но в сене поедается хорошо. Вероника Жакена хорошо поедается овцами. К кормовым растениям относят также веронику дубравную, широколистную, ключевую, колосистую.

## Вероника в культуре

Герб Нур-Эурдала

### В геральдике
Цветки вероники изображены на гербе норвежской коммуны Нур-Эурдал.

### В филателии
Некоторые виды вероник изображались на почтовых марках разных стран:
- Вероника альпийская — Болгария, 2007; Швеция, 1995[65].
- Вероника поточная — Джерси, 2006[66].
- Вероника дубравная — Финляндия, 1994[67].

## Классификация

### Сведения по палеогеографии
Высказывались различные версии происхождения рода Вероника. По одним предположениям этот род произошёл от Пикрориза (Picrorhiza), рода семейства Подорожниковые, по другим — от какого-то восточно-азиатского предка.
А. Г. Еленевский в 1978 году высказал гипотезу австралийского происхождения рода. Согласно этой гипотезе, вероники имели общего предка с Хебе (Hebe), другого рода семейства Подорожниковые, и начали развиваться в качестве самостоятельной группы с того периода, когда Австралия утратила связи с Новой Зеландией. После отделения Австралии от Новой Зеландии возникли две эволюционные ветви. Одна из них, новозеландская, привела к возникновению трёх современных родов Hebe (Хебе), Парахебе (Parahebe) и Chionohebe; другая, австралийская и восточноазиатская, дала род Вероника (Veronica). Не позже миоцена произошла полная изоляция австралийского ареала. Распространение и формирование видов шло из Юго-Восточной Азии в Европу, Америку, Африку и в остальную часть Азии. Развитие большинства групп шло вместе с горообразовательными процессами.
В 1940 и 1942 гг. Ан. А. Фёдоров и А. Л. Тахтаджян (А. Л. Тахтаджян, 1946) принципиально разграничили альпийские виды Кавказа на две группы: растения альпийских ковров и высокогорные петрофиты. Обе группы принципиально различны флорогенетически в том отношении, что растения альпийских ковров — мигранты, связанные с процессами оледенения, а высокогорные петрофиты возникли автохтонно. Важнейшим этапом в формировании секции Veronica и секций однолетников связан с формированием средиземноморской флоры на рубеже миоцена-плиоцена. При этом, главным образом, в западной части Древнего Средиземья образовались значительные вторичные центры. Такими стали Пиренейский полуостров, Балканы, Малая Азия, Иран, Кавказ (прежде всего Закавказье). Ледниковый период, сопровождавшийся интенсивными миграционными процессами из высоких широт, имел особое значения для формирования бореальных видов, ареалы которых зачастую разорваны и имеются как на севере, так и в далеко отстоящих друг от друга горных местностях. Решающую роль в видообразовании играла географическая изоляция с постепенной дифференциацией рас через стадию подвида.

### Таксономия
- Veronica L., 1753, Sp. Pl. : 9

Род Вероника включается в семейство Подорожниковые (Plantaginaceae) порядка Ясноткоцветные (Lamiales) клады Ламииды, последовательно входящей в более крупные клады Астериды → Суперастериды → Эвдикоты → Цветковые растения. Таксономическая схема в соответствии с Системой APG IV по состоянию на июнь 2024 года:
|  |                          |  |                                   |                                   |                          |  | еще 23 семейства |               |               |                                                               |
|  |                          |  |                                   |                                   |                          |  |                  |               |               | 508 подтвержденных видов и 147 видов, ожидающих подтверждения |
|  |                          |  |                                   | порядок Ясноткоцветные            |                          |  |                  |               | род Вероника  |                                                               |
|  |                          |  |                                   | порядок Ясноткоцветные            |                          |  |                  |               | род Вероника  |                                                               |
|  | клада Цветковые растения |  |                                   |                                   | семейство Подорожниковые |  |                  |               |               |                                                               |
|  | клада Цветковые растения |  |                                   |                                   |                          |  |                  |               |               |                                                               |
|  |                          |  | ещё 63 порядка цветковых растений | ещё 63 порядка цветковых растений |                          |  |                  | еще 106 родов | еще 106 родов |                                                               |
|  |                          |  |                                   | ещё 63 порядка цветковых растений |                          |  |                  |               | еще 106 родов |                                                               |

### Подроды
Некоторыми систематиками род Вероника подразделяется на несколько подродов, хотя в современной классификации такой подход не поддерживается:
Beccabunga, Chamaedrys, Cochlidiosperma, Derwentia, Hebe, Pellidosperma, Pentasepalae, Pocilla, Pseudolysimachium, Stenocarpon, Synthris, Triangulicapsula, Veronica.

### Виды
Наиболее распространённые в Европе виды были известны натуралистам XVI века, таким как Ремберт Додонеус, Карл Клузиус, Маттиас де Л’Обель, Конрад Геснер и другие. Линней в первом издании «Species plantarum» приводит всего 27 видов, 4 из которых позднее были отнесены к синонимам. По данным базы данных GRIN род вероники насчитывает 271 вид.
Типовой вид: Veronica officinalis L. — Вероника лекарственная

### Синонимы
- Agerella Fourr.
- Aidelus Spreng.
- Allopleia Raf.
- Atelianthus Nutt. ex Benth.
- Azurinia Fourr.
- Beccabunga Hill
- Besseya Rydb.
- Cardia Dulac
- Chionohebe B.G.Briggs & Ehrend.
- Cochlidiosperma (Rchb.) Rchb.
- Coerulinia Fourr.
- Cymbophyllum F.Muell.
- Derwentia Raf.
- Detzneria Schltr. ex Diels
- Diplophyllum Lehm.
- Eustachya Raf.
- Eustaxia Raf.
- Hebe Comm. ex Juss.
- Hebejeebie Heads
- Hedystachys Fourr.
- Heliohebe Garn.-Jones
- Leonohebe Heads
- Limnaspidium Fourr.
- Lunellia Nieuwl.
- Odicardis Raf.
- Oligospermum D.Y.Hong
- Omphalospora Bartl.
- Paederotella (E.Wulff) Kem.-Nath.
- Panoxis Raf.
- Parahebe W.R.B.Oliv.
- Petrodora Fourr.
- Pocilla Fourr.
- Ponaria Raf.
- Pseudolysimachion Opiz
- Pygmea Hook.f.
- Synthyris Benth.
- Uranostachys Fourr.
- Veronicella Fourr.
- Zeliauros Raf.